# Scolecura cambara
Scolecura cambara là một loài nhện trong họ Linyphiidae. Loài này được phát hiện ở Brasil.